# ACONY
『ACONY』（アコニー）は、冬目景による日本の漫画。『月刊アフタヌーン』（講談社）にて2003年1月号から2010年9月号まで不定期連載された。単行本は全3巻（講談社刊）。

## あらすじ
母親が海外へ赴任するため、祖父のいるしきみ野アパートに越してきた空木基海は、紫色の髪をした少女アコニーに出会う。アコニーはある実験の事故で死んだはずだったが、年を取らない体として父親とアパートに住みながら、事故以来行方不明となった母親を待っていたのだった。しかし、基海の母親がその実験について追っていることを知ると、基海とアコニーはアパートに住む不可思議な住人たちと不可思議な日常を過ごしながら、アコニーの母親の行方を追うこととなる。

## 登場人物

### しきみ野アパート第三號舘の住人
空木 基海（うつき もとみ）
206号室に住む少年で、本作品の主人公。両親は2年前に離婚しており、母・静枝が海外に赴任する為、祖父がいるアパートに引っ越してくる。1話時点では13歳、劇中14歳になる。
アコニー・ランチェスター
声 - 阿久津加菜
本作のヒロイン。205号室（モトミの隣の部屋）に父・ハッシュと住む、見かけは13歳だが実年齢は23歳という不思議な少女。左目に傷がある。
アメリカのマサチューセッツから来た。アメリカ人と日本人のハーフで、消息不明の母親を探し、アパートで待ち続けている。
10年前に起きた研究室の事故で"死んだ"。事故以前は金茶色の髪だったが、事故後は紫色に変化した。
学校には行っていないが、父から教育を受けており、本人曰く「大学入試問題レベルはできる」。また、通信講座で書道三段、ソロバン二級を得ている。
アパートに来て以来、一度もアパートの外に出なかったが、モトミが引っ越して来てからは二人でちょくちょく外出している。
3ヶ月に一度くらい睡眠状態になり、丸2日は眠る。チルとイルという蝙蝠を飼っている。
ハッシュ・ランチェスター
アコニーの父で、怪奇小説家。アメリカ人。アメリカの大学在籍中（文学部）に妻・閖（ゆり）と出会い、アコニーが生まれる。
行方不明のユリを探す為、10年前にアコニーとアパートに引っ越して来た。自室には自分が描いた閖の絵を飾っている。
創作活動中は日本語が書かれた鉢巻をしていることが多い。鼻に傷がある。
娘のアコニーを深く愛しており、アコニーの友人であるモトミに感謝の念を抱いている。
基海の祖父
101号室住人。模型の箱絵の絵師をしている。牧野（後述）が「信濃」にこだわりがあるのに対し、「大鳳」にこだわりがある。
外見はイラストレーターの髙荷義之がモデルであり、1巻巻末と帯には高荷の推薦文が掲載されている。
吉岡（よしおか）
アパートの管理人の男性。緊張すると"消えてしまう"。明治の終わり頃に"亡くなった"が、成仏できず、幽霊として過ごしている。
眼鏡をかけた書生姿で、庭を掃除している事が多い。生前は喘息持ちだったらしく、幽霊となった今でも運動が苦手な様子。
巳園（みその）
105号室住人。長い髪が美しい女性。白蛇の化身。フリーの編集者であり、かなりの凄腕らしい。現在は「月刊怪奇城」の編集者としてアコニーの父を担当している。
校了明けには徹夜で酒を飲んで麻雀をするが、そのときは奇怪な姿をしている。休日は眼鏡にジャージという地味な格好で過ごす。
ザシキワラシ
おかっぱの女の子の形をした日本人形が長い年月を経て付喪神と化したもの。お手玉が得意で。アコニーとは遊び仲間の関係。
アパートの守り神的のような存在で、その妖力はかなり強い。なぜか、カタカナ交じりの片言で話している。
樒（しきみ）
しきみ野アパートが建つ以前あった森の精霊。
アパートを建てる時に地鎮祭を執り行ったので、以降80年以上眠っていたが、地鎮祭を執り行った神社が移転したため眠りから覚めた。元の森に戻すためにアパートを植物で破壊しようと企むが、住民達と和解する。以降は緑化範囲限定という条件付きで一室が与えられ、おとなしくなった。植物と会話が出来る。
佐藤さん
アパートの住人。サラリーマン風の男性だが、16人の体で1人の”佐藤さん”である。職業は本人曰く秘密結社らしい。
沼田青左衛門
106号室住人。昔、神社に住みついていた大蛙を斬った祟りで蛙にされてしまった武士。
呪いを解くためには”惚れた女子の接吻をもってすれば、この呪いは解かれる”とのことだが…

### その他の登場人物
空木静枝（うつき しずえ）
基海の母。医療関係の調査会社勤務で、海外赴任しているが、時たま日本に帰って来ては敷島博士の研究を調べている。
敷島閖（しきしま ゆり）
アコニーの母親。黒髪ロングの美人。幼い頃はしきみ野アパートに住んでいたが、母親が死ぬと父と共にアパートを出て行った。
その後、アメリカの大学在籍中にハッシュと出会い、アコニーをもうける。父の不老不死の研究を引き継いだが、10年前の研究室の事故以後、消息不明。
Iris Shikishima
閖の母。1930年代生まれ。故人。父がイギリス人、母が日本人のハーフだが、きれいな黒髪と黒い瞳だったらしい。
閖が子供の頃に死去し、現在は国内の墓地に眠っている。
敷島博士
ユリの父で、アコニーの祖父にあたる男性。かつて妻子と共にアパートに住んでいたが、妻の死去後に出て行った。
アパート在住時は近所付き合いをほとんどせず、椅子を庭に置いて一日中空を眺めるなどしていた為、変わった人物と見られていた。
癌の放射線治療の研究を進めていたが、やがてその過程で生まれた不老不死の研究に没頭していったらしい。
牧野美里（まきの みり）
基海の友人の女の子。ミリタリーオタク。同じくミリタリーに詳しい基海の祖父を慕っている。旧日本軍の空母「信濃」にこだわりがある。
姫ちゃん
夜になると時々現れる和服姿の少女。巳園の飲み友達。その正体は近所から脱走してきた番犬である。吉岡になついている。

## 単行本
- 冬目景 『ACONY』 講談社〈アフタヌーンKC〉、全3巻
  1. 2009年3月23日発売、ISBN 978-4-06-314556-4
  2. 2009年8月21日発売、ISBN 978-4-06-314587-8
  3. 2010年9月22日発売、ISBN 978-4-06-310695-4